# 文徴明

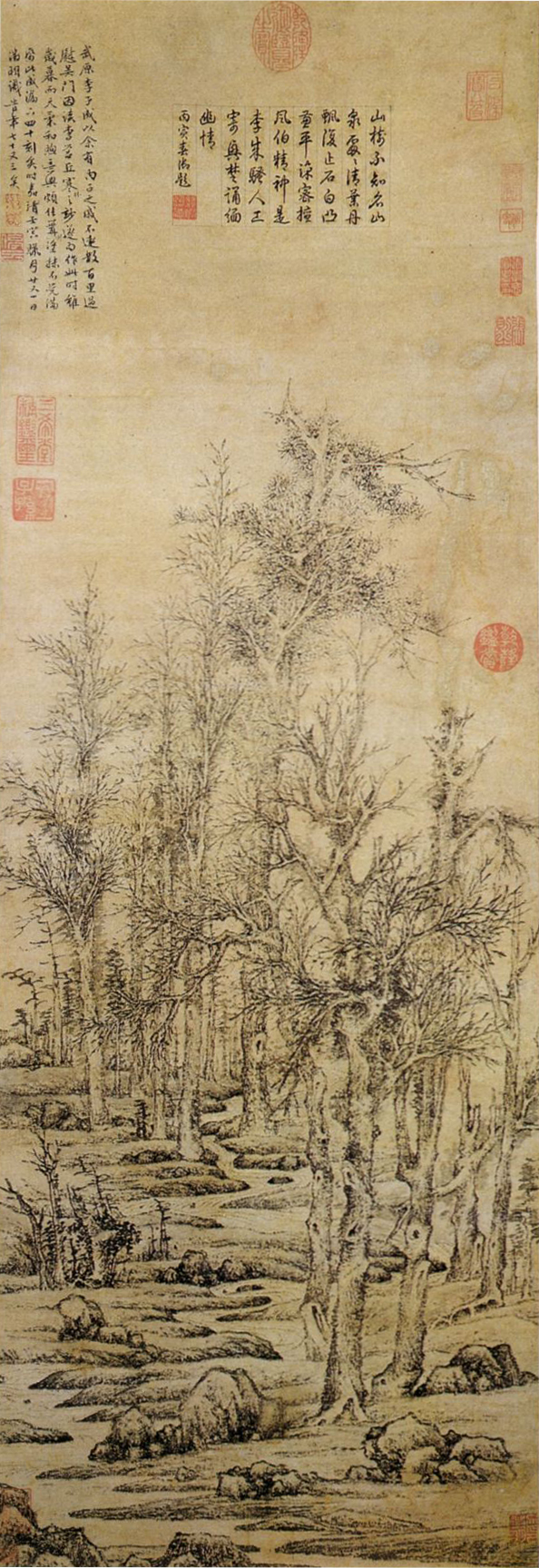
文徴明 1542年 倣李成寒林図 紙本墨画 大英博物館

文 徴明（ぶん ちょうめい、成化6年11月6日（1470年11月28日） - 嘉靖38年2月20日（1559年3月28日））は、中国明代中期に活躍した文人である。詩書画に巧みで三絶と称され、とりわけ画においては呉派文人画の領袖である沈周の後を受け継ぎ、沈周・唐寅・仇英とともに明代四大家に加えられた。
蘇州府長洲県の人。幼名を壁または璧、字を徴明としたが名前のようになってしまったので徴仲と改めた。衡山、衡山居士、停雲生と号し、文衡山と呼ばれることも多く、また官名から文待詔とも称された。

## 生涯
南宋末の忠臣である文天祥を祖に持つ名門の出身で、父の文林は進士に及第して温州府知府まで上った。
文徴明は幼少のころ、発育が悪く言葉が遅れており利発でなかったが、父文林は我が子が晩成であることを見抜き教育に力を注いだ。文林はその高潔な人柄から人望が高く、蘇州の芸苑に多くの友人をもっていた。このため文徴明はこの父の友人を師とすることが出来た。古文は呉寛に、画は沈周、書を李応禎に学んだが、いずれも当時超一流の人物だった。にもかかわらず26歳の時、科挙を受けたが失敗し以後25年間もの間、挑み続けるがついに及第することはなかった。謹厳で機転のきかない性格であったため試験に必須の八股文を学ぼうとしなかったからともいわれる。
文徴明の青年期は同郷で年齢も近い唐寅や祝允明らと文雅な交友が知られる。このころは天才型の彼らの中にあって彼の芸術は二番手に甘んじていた。それでも徐々に詩書画で名声を博すと、55歳にして縁故により翰林院待詔に推薦され、『武宗実録』の編集に携わった。しかし、暗愚な皇帝と腐敗した政治、官界からの排斥などが重なり、嫌気が差して57歳のときに致仕して帰郷してしまう。
蘇州では玉磬山房を築き隠逸。王寵・銭穀・陸師道・陳道復・王穀祥・彭年・周天球らと盛んに交友し文芸三昧に耽る。以降長寿を全うする30年間を蘇州芸苑の重鎮として幸福な人生を送る。知人の墓碑銘を揮毫し書き終わらないうちに筆をおき端座したまま安らかに卒したという。諡は貞献先生。享年90。
文氏の家系には文芸に秀でた者が多く輩出され、特にこれを文派という。子の文彭・文嘉、甥の文伯仁、姪の文台、孫の文元発（文彭の子）・文元善（文嘉の子）、孫娘の文英、曾孫の文震孟（文元発の子）・文震亨（文元発の子）・文従簡（文元善の子）、さらに子孫の文柟（文従簡の子）・文俶（文従簡の娘）・文掞（文柟の子）・文点らである。また門下には王寵・陳淳・居節などが育った。
著述に『莆田集』があり、詩文の代表作に「西苑詩」が挙げられる。

## 人柄とエピソード
文徴明は高潔温順な人柄で、ともすれば堅物とさえ伝えられる。友人の唐寅は彼を誘って石湖に舟遊びに出かけたが、途中文徴明を驚かそうと隠していた芸妓が現れると彼は溜まらず逃げ出そうとし、ついに舟を戻したという。また文人として矜持を貫き、王侯貴族（宗藩）や宦官、それらに阿って利益を貪るもの（中貴）、外国人には決して書画を売らなかった。一方、貧しい者が彼の贋作を作成して売ってもその者が救済されるならば構わないと容認していたという。唐寅は「傍にいるだけで心が洗われる」と述懐している。

## 書

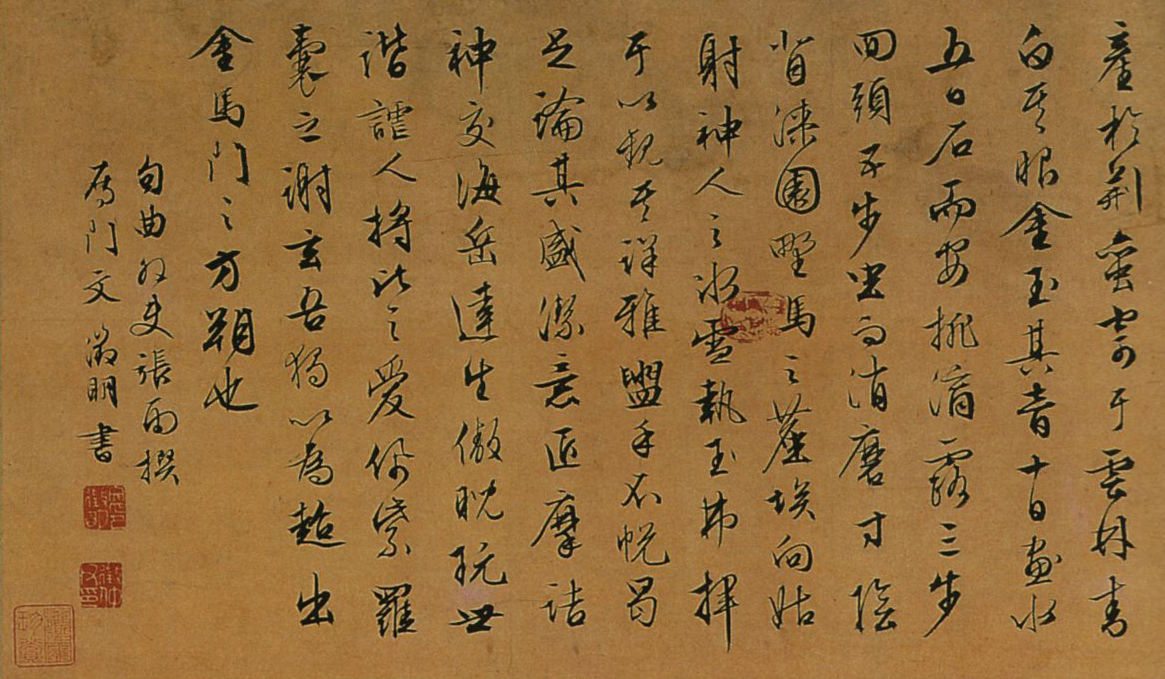
文徴明 1542年 倪賛像題跋　上海博物館

文徴明は徹底した努力を積み重ねることによって才能を得た晩成型の人であった。書においても若い頃は下手だったようでこれに強く発奮して刻意臨学しついに筆意を得ることが出来たという。独創性や強い個性を見いだすことは出来ないが、古人の伝統を集約し謹厳にして精緻であり、ときに豪快な書風といえる。はじめは蘇軾や黄庭堅・米芾を臨模したが後に晋唐を手本とし、小楷は王羲之、隷書は鍾繇に師法した。高齢になってもその小楷はますます謹厳精緻さを増した。またその行書と草書は集字聖教序に学び極めて流麗であった。晩年になって黄庭堅に影響をされ豪快な大字を書いた。自ら法帖を編集し、子の文彭・文嘉らの協力を得て『停雲館帖』を刊行している。祝允明・王寵とともに呉中三大家とされ、明初から停滞気味の書壇に新風を吹き込み、当時「天下の法書はみな呉中に帰す」といわしめた。しかし彼の死後、蘇州の書は文徴明一色となってしまい、その後の停滞を招くことになる。
江戸時代中頃、文徴明の書は法帖などを通じて日本に紹介され、明末の董其昌とともに当時の日本の書家に大きな影響を及ぼしている。特に細井広沢や趙陶斎などは文徴明に影響され唐様の書を確立している。

## 画

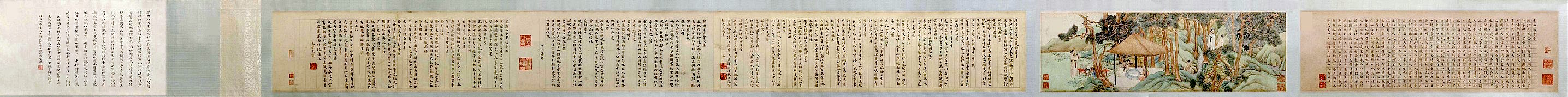
文徴明 恵山茶会図 1518年　部分

古書画に学び、古くは唐代の郭煕や李唐から元代の趙孟頫や元末四大家に師法している。山水・花卉・蘭竹・人物など作域が広い。山水画は主に趙孟頫・呉鎮を模範とする。精妙細緻でありながら時に大胆な画風は「粗の文」「細の文」と呼称された。文徴明の画法を学ぼうと後進があとを断たず、のちには呉派の代表とされた。最晩年になっても画の完成度は衰えるどころかなお一層、謹細にして典雅であった。祝允明・唐寅・徐禎卿らと「呉中四才子」と称揚され、その画を求めて門前に車馬が並んだという。

## 代表作

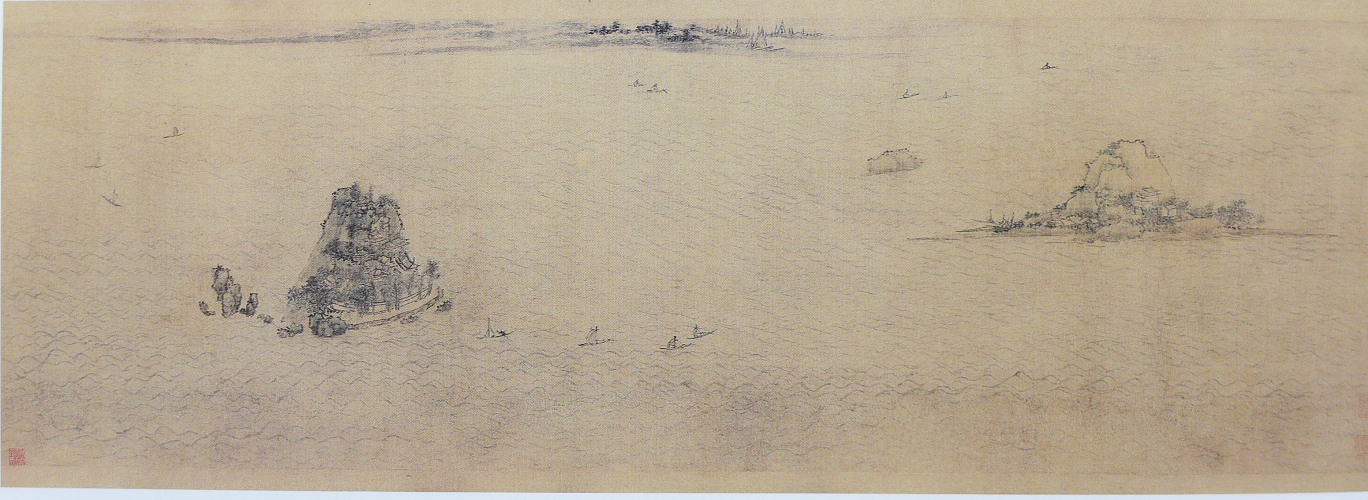
金焦落照図

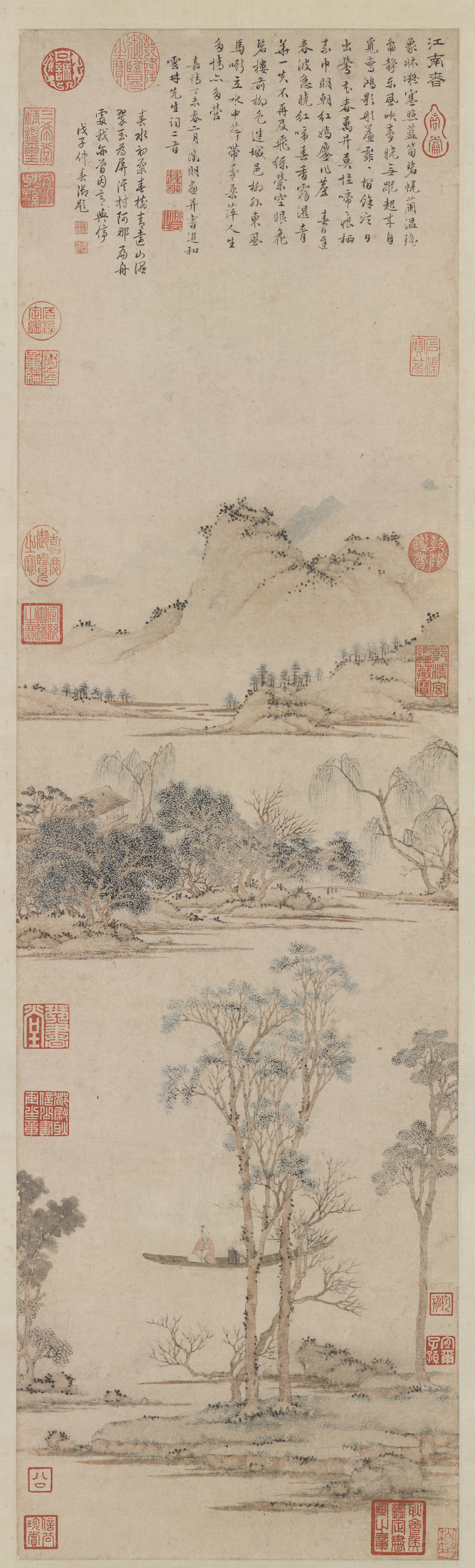
文徴明 江南春図 部分

- 「金焦落照図」上海博物館 現存する文徴明画の中で最も古い作。ここに描かれた金山・焦山の図は、後の名山図の祖形となった。
- 「雨余春樹図」1507年、台北国立故宮博物院
- 「関山積雪図」1532年、台北国立故宮博物院
- 「江南春図」1547年、台北国立故宮博物院
- 「枯木寒泉図」1549年、台北国立故宮博物院
- 「真賞斎図」1549年、上海博物館
- 「千巌競秀図」1550年、台北国立故宮博物院
- 「七星檜図」
- 「渓橋策杖図」台北国立故宮博物院
- 「春深高樹図」
- 「山雨図」
- 「臨渓幽賞図」
- 「緑陰長夏図」
- 「松壑飛泉図」
- 「石湖図」
- 「洞庭西山図」
- 「金陵十景図」
- 「拙政園図」

## 関連文献
- 文嘉『先君行略』
- 王世貞『文先生伝』
- 江兆申（中国語版）『文徴明与蘇州画壇』 故宮叢刊、国立故宮博物院、民国62年
- 江兆申『文徴明系年』 同上
- 内山知也『明代文人論』 木耳社、1986年、「第4章.文徴明の生涯と芸術」
- 『文人画粹編 第四巻　沈周・文徴明』、中央公論社、普及版1986年